# HD 4203
HD 4203 – gwiazda znajdująca się w gwiazdozbiorze Ryb, oddalona od Słońca o 253 lata świetlne. Posiada barwę żółtą i kwalifikuje się do typu widmowego G5. Ma 9,41 miliardów lat i powoli zmierza w kierunku przekształcenia się w czerwonego olbrzyma. 
Posiada jedną planetę, HD 4203 b, której masa jest co najmniej 2 razy większa od masy Jowisza. Okrąża ona swoją gwiazdę w ciągu około 432 dni w średniej odległości 1,164 j.a.